# Три подруги
«Три подруги» (фр. Trois amies) — художественный фильм французского режиссёра Эмманюэля Муре с Камилль Коттен, Сарой Форестье и Индией Хэйр в главных ролях. Премьера состоялась в августе 2024 года на 81-м Венецианском кинофестивале, в рамках основной программы.

## Сюжет
Главный герой фильма — мужчина, запутавшийся в отношениях с женой и двумя её подругами.

## В ролях
- Камилль Коттен
- Сара Форестье
- Индия Хэйр
- Венсан Макен
- Дамьен Боннар
- Эрик Каравака

## Релиз и оценки

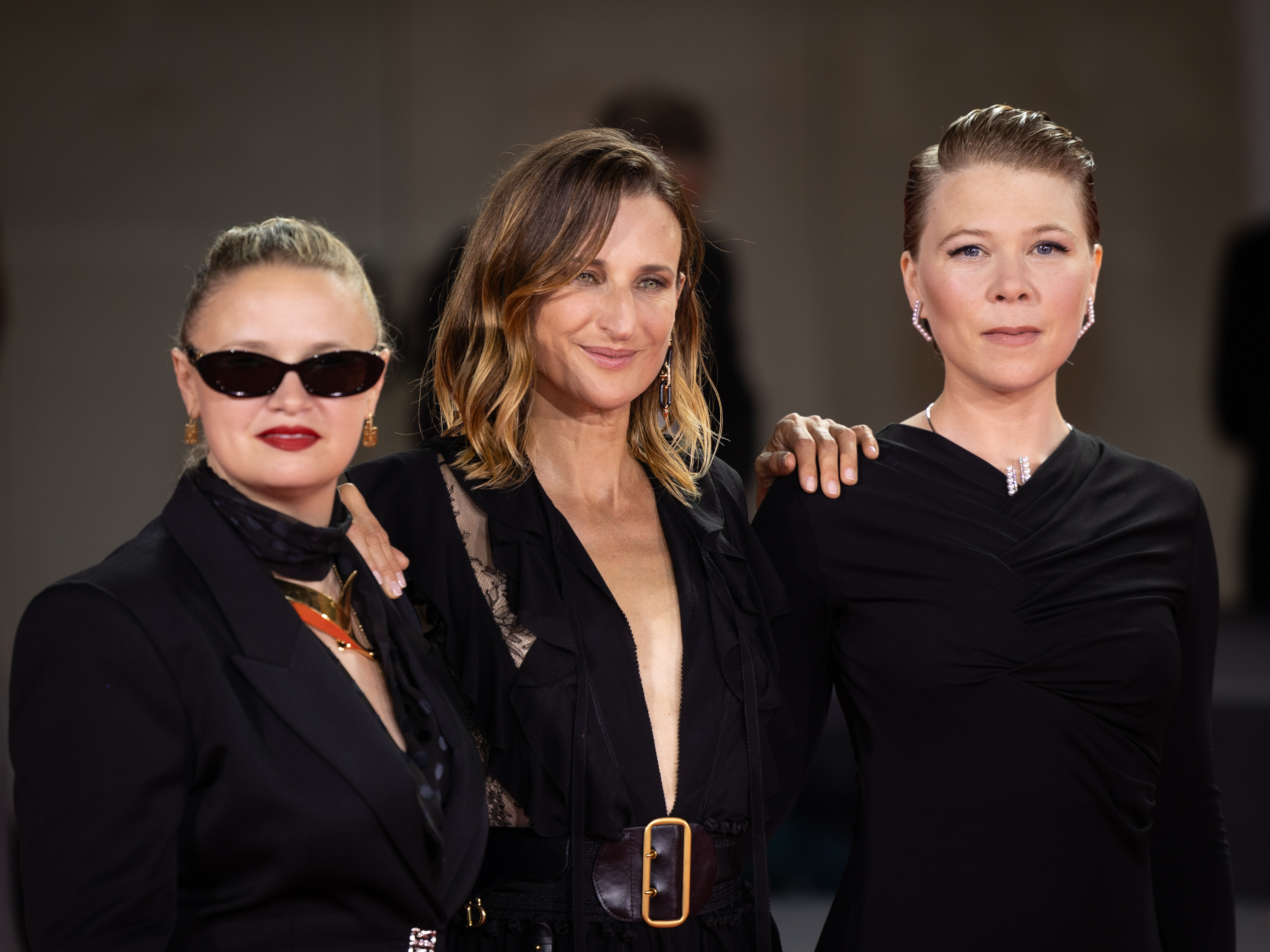
Сара Форестье, Камилль Коттен и Индия Хэйр на Венецианском кинофестивале (август 2024)

Фильм снимали осенью 2023 года. В августе 2024 года «Трёх подруг» показали на 81-м Венецианском кинофестивале, в рамках основной программы. Кинокритик Вероника Хлебникова-Бруни охарактеризовала картину как «ожидаемо обаятельное соединение самых общих мест с неизменно тривиальным у Муре классическим саундтреком». Для Станислава Зельвенского, оценившего фильм на 7 баллов из 10, это «лионский квази-Вуди про замысловатые любовные похождения училок». Настасья Горбачевская провела ту же параллель, написав: «не самый удачный сценарий Вуди Аллена перевели на французский и убрали интеллигентские неврозы: получилось мыло (местами мило)».